# Lubimbi (rivière, affluent de la Lugulu)
Pour les articles homonymes, voir Lubimbi.
La Lubimbi est une rivière du Sud-Kivu au Congo-Kinshasa, et un affluent de la rivière Lugulu.

## Géographie
La Lubimbi prend source dans les monts Mitumba au Sud-Kivu et coule, principalement vers l’ouest, au sud du Parc national de Kahuzi-Biega qu'elle délimite sur une partie. Elle se jette dans la Lugulu.